# Przełęcz Slańska
Przełęcz Slańska (słow. Slanský priesmyk) – przełęcz w północnej (słowackiej) części Gór Tokajsko-Slańskich, oddzielająca masywy Bogoty na północy i Wielkiego Milicza na południu. 310 m n.p.m. 
Na Przełęczy Slańskiej leży wieś Slanec z ruinami gotyckiego zamku z XIII wieku. Przełęczą przebiegają droga i linia kolejowa z Koszyc do Trebišova. 
Przez przełęcz biegnie szlak czerwony Ruská Nová Ves – Tri Chotáre – Przełęcz Hanuszowska – Čierna hora – przełęcz Červená mlaka – przełęcz Grimov laz – Makovica – Mošník – Przełęcz Herlańska – Lazy – Przełęcz Slańska – Slanec. 
Przełęcz Slańska już w starożytności była używana jako dogodne przejście ze wschodniej części Wielkiej Niziny Węgierskiej w dolinę Torysy i dalej na Ruś Czerwoną. W 1929 znaleziono w Slancu skarb rzymskich monet.